# Myriam Laplante
Myriam Laplante (Chittagong, 12 dicembre 1954) è un'artista canadese.

## Biografia
Ha studiato arti visive e linguistica all'Università di Ottawa.
Dagli anni Novanta realizza installazioni, performance, sculture, disegni, fotografie e video nei quali esprime le difficoltà di comunicazione e il rifiuto di adattarsi alla società. Dal 2000 le opere sono più focalizzate sull'assurdità della società contemporanea, come la performance Lupus in fabula (presentata nell’omonima mostra a New York nel 2005): ispirata alla celebre favola dei fratelli Grimm Il lupo e i sette capretti, invita il pubblico a prendere coscienza dell’indifferenza e del distacco con cui si guardano, comodamente seduti nel salotto di casa, le notizie di guerre, disastri o carneficine che ci arrivano attraverso la televisione.
Nel 2003 compone la mostra Everything is going according to plans, una performance con installazione permanente alla Certosa di Padula, parodia complessa dei laboratori militari segreti.
Tra i suoi lavori si ricordano opere come Elisir (2004), sulla manipolazione genetica, e Fata Morgana (2008), video-installazione alla Cerere temporary gallery di Roma. Nel 2011 realizza Movimento di corpi e mezzi al riparo dalle piogge acide contemporanee, in cui ha coinvolto 60 partecipanti, tra i 4 e i 70 anni, inclusi alcuni tassisti e sei artisti, creando una fonte di informazioni stranianti, alla base delle quali c’è la convinzione condivisa di una visione dell’arte 'non claustrofobica'. L'opera è stata presentata nell'ambito del laboratorio didattico, dall'artista stessa curato, TaXXI al MAXXI presso il Maxxi di Roma.
Nel 2024 presenta la performance The Useless Effort of Negative Enthropy durante il festival di performance internazionale Ripetta 222, curato da Claudio Libero Pisano, Francesco Giovanetti e organizzato dall'Accademia di Belle Arti di Roma, in cui dal 2014 al 2024 è stata anche insegnante di Tecniche performative per le arti visive. Sempre nel 2024 propone una rivisitazione della performance Lupus in Fabula per la mostra Infinita Infanzia curata da Saverio Verini, presso Palazzo Collicola.
Dal 2001 fa parte del Black Market International, con il quale ha partecipato a festival tenutisi a Glasgow, Ginevra, Berlino, Berna, Montreal e Ilsede (Germania).
Le sue opere sono presenti nelle collezioni del Musée national des beaux-arts du Québec, della National Gallery of Canada, del Museum of New Zealand e dell'Asia Art Archive.